# Wizualizacje przy zamkniętych oczach
Wizualizacje przy zamkniętych oczach (ang. Closed-eye visualizations/hallucinations) - w psychologicznym znaczeniu jest to stan wywołujący halucynacje przy zamkniętych oczach.
Przy zamkniętych oczach lub w ciemnościach człowiek zwykle, oprócz czarnego tła, widzi ruchome plamy o różnych kolorach, rozmiarach i kształtach. Bardziej zaawansowane obrazy przy zamkniętych oczach mogą się pojawiać zarówno podczas różnych chorób psychicznych, jak i gorączce, ale wywoływane są najczęściej przez substancje psychoaktywne, a zwłaszcza przez psychodeliki i dysocjanty. 
Znanym z dysocjantów jest dekstrometorfan, który wywołuje przy zamkniętych oczach halucynacje. Obrazy przy zamkniętych oczach u niektórych osób pojawiają się przed zaśnięciem. Potrafią być na tyle realne, że osoba nie jest w stanie określić, czy dane wydarzenie dzieje się realnie, czy też jest to złudzenie wywołane przez odmienny stan psychiczny.